# Глушков Петро Тарасович
Петро́ Тара́сович Глушќов (23 липня 1889, Одеса — 16 травня 1966, Київ) — український радянський композитор, педагог. Навчався у Петербурзькій консерваторії по класу фортепіано, по класу композиції М. Соколова (1908—1914).
Закінчив Київську консерваторію по класу композиції Б. Лятошинського (1924).
Викладач теоретичних предметів у Дніпропетровському музичному технікумі (1924—33. 1936—41), з 1944 — в Київському музичному училищі, з 1952 — паралельно в Київській  консерваторії. Автор підручника «Елементарна теорія музики», К., 1951 (співавтор Б. Красовська).
Член СКУ.

## Твори
- вок.-симф. — кантата «Буревісник»
- для симф. орк. — Симфонія (1938), поема «Пам'яті героїв» (1945), Увертюра (1949),
- 2 концерти для скрипки з оркестром (1936, 1944).
- Концерт для віолончелі з орк.
- 7 струнних квартетів
- тріо.
- романси.
- пісні.